# Pietro Dandini

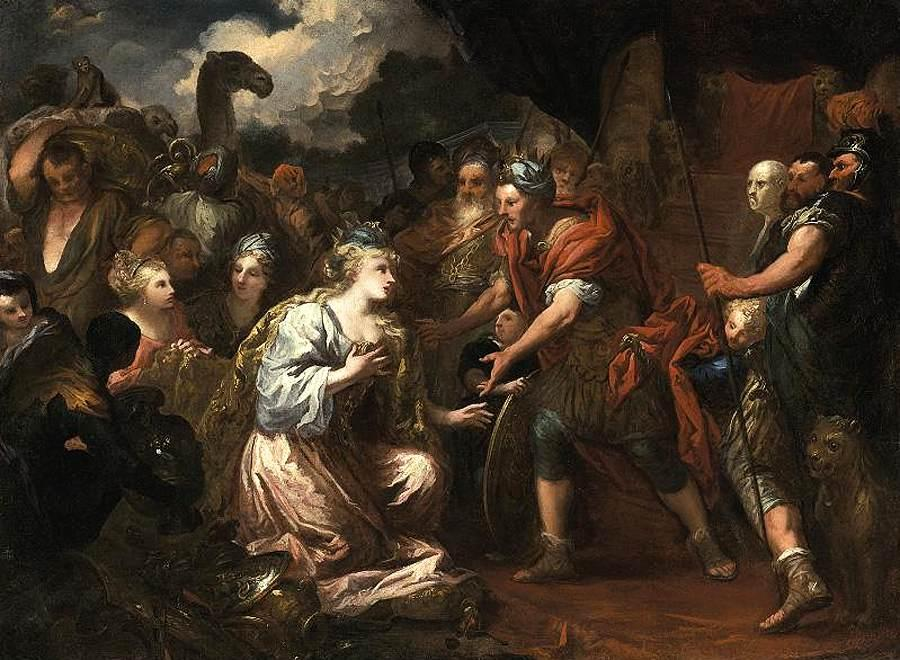
Salomón y la reina de Saba, colección particular

Pietro Dandini (Florencia, 1646 - Florencia. 1712) fue un pintor italiano, activo en su ciudad natal durante el Barroco.

## Biografía
Nació en el seno de una familia de artistas, puesto que sus tíos Cesare y Vincenzo Dandini eran pintores. Aprendió el oficio con este último. Después completó su formación en Venecia, Lombardía, la Emilia y Roma. Una vez de nuevo en su patria, recibió numerosos encargos, principalmente decoraciones al fresco en diversas iglesias y palacios florentinos. Su estilo sigue la estela del de maestros como Pietro da Cortona y Luca Giordano.
Filippo Baldinucci lo consideró uno de los más talentosos artistas florentinos de su tiempo.

## Obras destacadas
- Decoraciones al fresco de Santa Maria Maddalena dei Pazzi (1685, Florencia)
- Triunfo de Hércules (1695-1696, Galleria Corsini, Florencia)
- Alegoría del Mundo, la Tiranía y la Guerra (1695-1696, Galleria Corsini, Florencia)